# Мелус Барійський
Мелус (лат. Melus, помер у 1020 р.), також Мело (італ. Melo) — лангобардський шляхтич з апулійського міста Барі, що в 1009 році очолив перше повстання лангобардів проти візантійського Італійського катапанату в Апулії. Для підтримки цього повстання він запросив до Південної Італії нормадських найманців, що згодом призвело до нормандського завоювання Південної Італії і Сицилії. Мелус отримав від імператора Священної Римської імперії титул першого герцога Апулії, хоча й володів цим титулом суто номінально.

## Біографія
1009 року Мелус і його шурин Даттус очолили антивізантійське повстання лангобардів і швидко змогли захопили місто Барі. У 1010 році вони змогли також захопити Асколі і Трою. Новий візантійський катапан, Василь Месардоніт, зібрав велике військо, і 11 червня 1011 року відвоював Барі у лангобардів Мелуса. Мелус знайшов прихисток в лангобардському Салернському князівстві на чолі з Гваймаром III, а Даттус — у бенедиктинському абатстві Монтекассіно, де антигрецько налаштовані ченці, за наполяганням папи Бенедикта VIII, надали йому укріплену вежу на березі Гарільяно. Проте візантійцям за сприянням князя Капуанського вдалось захопити і вивезти до Константинополя родину Мелуса.
У 1016 році, згідно з повідомленням нормандського хроніста Вільгельма Апулійського, Мелус зустрівся у знаменитому Санктуарію Святого Михаїла в Монте-Гаргано із паломниками з Нормандії. Він познайомився із Жільбером Буатером і його братом Райнульфом Дренго, що очолювали групу нормандських вигнанців і запропонував їм підтримати лангобардів у боротьбі з візантійцями, запевнивши їх у легкій перемозі та великій потенційній здобичі. У1017 року загони нормандських авантюристів прибули у Південну Італію. В Капуї вони об'єдналися з лангобардськими військами під керівництвом Мелуса та негайно рушили маршем в Апулію, намагаючись захопити візантійців зненацька. Отримавши перемогу у травневій сутичці на берегах Форторе проти військ, надісланих катапаном Контолеоном Торнікіосом, до вересня вони захопили всю територію між Форторе та Трані та спустошували Апулію. Однак вже у жовтні ситуація повність змінилась не на їх користь і об'єднані лангобардсько-нормандське військо зазнало від візантійців приголомшливої поразки.

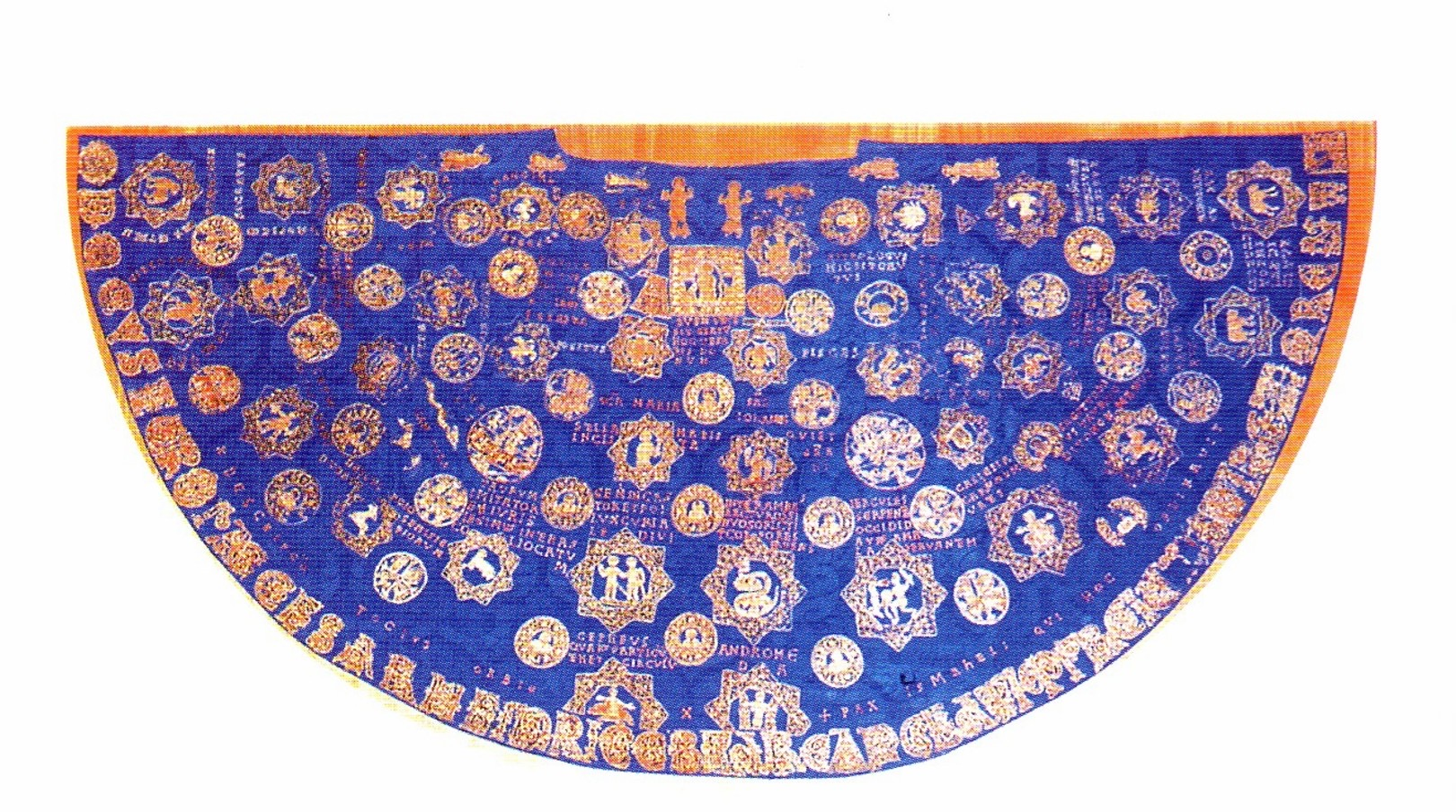
Накидка, подарована Мелусом імператору Священної Римської імперії Генріху II

Новий катапан Василь Бойоанн, зібрав великі сили резервів, підсилених контингентом знаменитої варязької гвардії, надісланої імператором Василієм Болгаробійцем. Він зустрів нормандське та лангобардське військо на річці Офанто, на місці знаменитої поразки римлян від Ганнібала у 216 р. до н. е. під час Битви при Каннах. Битва, яка отримала назву Друга битва при Каннах стала катастрофою як для норманіців, які втратили свого вождя Жільбера Буатера, так і для лангобардів, чиї лідери рятувались втечею: Мелус втік до «самнітських земель» (Аматус) Папської області, а Даттус — до монастиря Монтекассіно.
Мелус продовжував шукати підтримки в Італії, а також відправився на північ до імператорського двору Генріха II у Бамберзі. Незважаючи на велику честь (імператор надав йому номінальний титул герцога Апулії), він помер зламаною людиною лише через два роки, одразу після того, як папа Бенедикт VIII прибув до Бамберга на Пасху, щоб обговорити відповідь імперії на перемоги Візантії над повстанцями. Його давній союзник, імператор, влаштував йому пишний похорон і вишукану гробницю в новому Бамберзькому соборі. Його син Аргір після повернення з ув'язнення в Константинополі продовжив боротьбу лангобардів проти візантійців в Апулії, але зрештою зрадив повстанців і перейшов на сторону Візантії.